# Kaiser Wilhelm II (schip, 1903)
 Kaiser Wilhelm II  en  later USS Agamemnon en USAT Monticello was een passagiersschip van de rederij Norddeutscher Lloyd en voer op de lijn Duitsland - Southampton - Cherbourg - New York en het derde schip van The Four Flyers.
Reeds rond 1890 wilde Duitsland de Britse overheersing op de oceanen doorbreken. Met Kaiser Wilhelm der Grosse brak het niet alleen het record van grootste schip maar ook van snelste schip en kon voor het eerst de blauwe wimpel uit Britse handen genomen worden. Als reactie bouwde ook de Hamburg-Amerika Linie (HAPAG) een eigen groot schip de Deutschland.

## Eerste Wereldoorlog
Bij het uitbreken van de Eerste Wereldoorlog lag de Kaiser Wilhelm II in de haven van Hoboken. Het kon Duitsland niet meer bereiken om omgebouwd te worden en bleef daarom in de haven uit veiligheidsoverwegingen. Na 3 jaar echter kwam ook de Verenigde Staten in de oorlog en legden ze beslag op de Duitse schepen.
Het schip werd tot Agamemnon omgedoopt en gebruikt als troepentransportschip. 
Tijdens een transport kwam het in oktober 1917 in aanvaring met de USS Von Steuben (de aangeslagen Kronprinz Wilhelm, zijn zusterschip). 
Een tweede aanvaring was in juni 1918, met de USS Mount Vernon, weerom een aangeslagen zusterschip namelijk Kronprinzessin Cecilie.
Na de oorlog werden al deze schepen verdeeld onder de overwinnaars ter compensatie van de tot zinken gebrachte schepen. Enkel door de slechte toestand van de Deutschland moest niemand het hebben en bleef het Duits.
De USS Agamemnon werd Amerikaans en werd tot 1920 gebruikt om de troepen terug te halen uit Europa. Daarna bleef het schip aan de kade liggen op de rivier Patuxent in de Chesapeake Bay. Uiteindelijk werd het schip in 1940 aan het Verenigd Koninkrijk geschonken als steun in de Tweede Wereldoorlog hernoemd in 1919 als Monticello. Door de slechte toestand sloegen de Britten dit aanbod af en werd het schip in 1940 als schroot verkocht aan de Boston Iron & Metal Co. uit Baltimore.

## Fotogalerij

SS Kaiser Wilhelm II
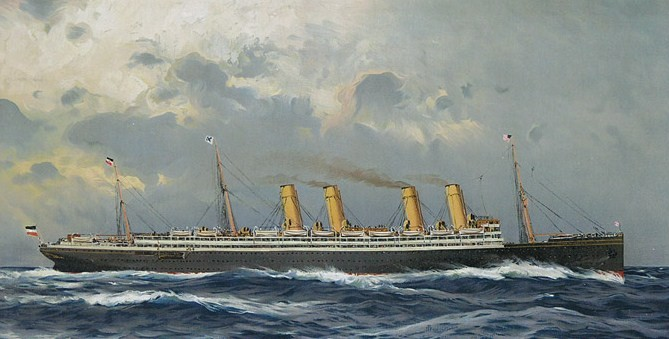
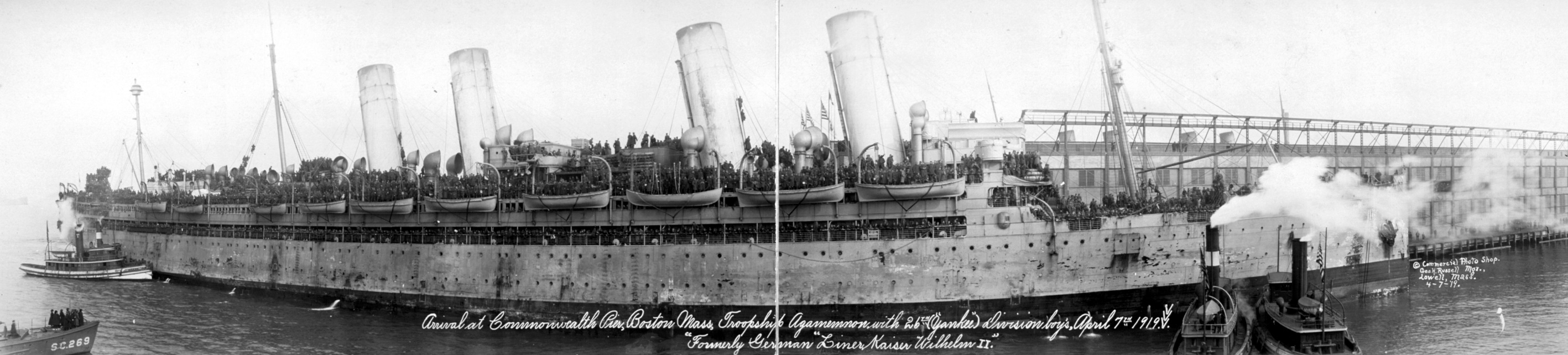
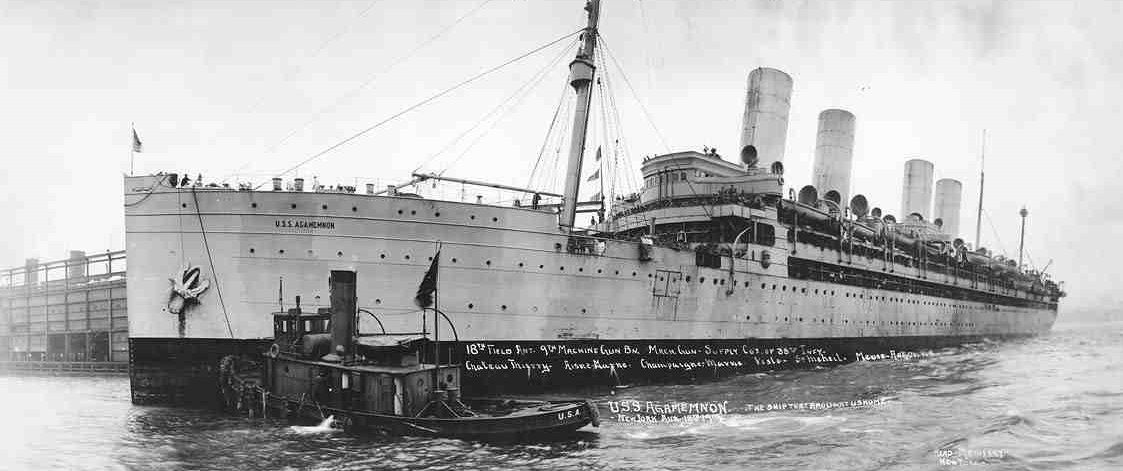
Als USS Agamemnon in 1918 in Hoboken